# Gérard Sulon
Gérard Sulon, né le 3 avril 1938 et mort le 18 octobre 2020, est un footballeur belge,.

## Biographie
Milieu de terrain au RFC Liège, il se fait remarquer lors des campagnes européennes de ce club : en cinq participations à la Coupe des villes de foires, de 1964 à 1968, il marque 7 des 29 buts de l'équipe.
Il est international à six reprises de 1960 à 1967.
En 1968, il part jouer en Division 2, au Royal Crossing Club de Schaerbeek.
il rejoue en Division 1, au K Beerschot VAV la saison suivante avant de revenir au Crossing de Schaerbeek monté à son tour parmi l'élite, de 1970 à 1973.
Son frère jumeau Albert, défenseur, et qui joua aussi au FC Liégeois, fut également International. Son unique petit-fils Yoris Grandjean est un espoir de la natation.

## Palmarès
- International belge de 1960 à 1967 (6 sélections)
- Vice-Champion de Belgique en 1959 et 1961